# Gayatri Spivak
Gayatri Chakravorty Spivak (Calcuta, Índia, 24 de febrer de 1942) és una crítica literària i teòrica de la literatura, actualment professora a la Universitat de Colúmbia. La seva aportació més reconeguda és el monogràfic Can the Subaltern Speak? ('Poden parlar els subalterns?'), considerat una obra essencial dels estudis postcolonials, així com la seva traducció de Sobre la gramatologia de Jacques Derrida a la llengua anglesa. Spivak es descriu a si mateixa com "marxista-feminista-desconstructivista pràctica". També és professora visitant al Centre for Studies in Social Sciences de Calcuta. La teoria cultural i crítica de Spivak critica allò que anomena el "llegat del colonialisme" i els condicionants i elements que estructuren la lectura literària i l'aproximació a la cultura. Sovint treballa en textos culturals marginats o deixats de banda per la cultura occidental hegemònica: la nova immigració, la classe obrera, les dones i altres "subjectes postcolonials".

## Carrera universitària
Es va graduar en literatura anglesa i bengalina amb honors a la Universitat de Calcuta, moment a partir del qual va prosseguir els seus estudis als Estats Units d'Amèrica. Va realitzar un màster a la Universitat Cornell de filologia anglesa. Mentre treballava de professora a la Universitat de Iowa, Spivak va realitzar la tesi doctoral sobre la poesia de l'irlandès W. B. Yeats, que titulà Myself Must I Remake: The Life and Poetry of W. B. Yeats, i que fou dirigida per Paul de Man.

## Obres

### Acadèmiques
- Myself, I Must Remake: The Life and Poetry of W.B. Yeats (1974)
- Of Grammatology (traducció amb introducció crítica) (1976)
- In Other Worlds: Essays in Cultural Politics (1987)
- Selected Subaltern Studies (edició conjunta de Ranajit Guha) (1988)
- The Post-Colonial Critic (1990)
- Outside in the Teaching Machine (1993)
- The Spivak Reader (1995)
- A Critique of Postcolonial Reason: Towards a History of the Vanishing Present (1999)
- Death of a Discipline (2003)
- Other Asias (2005)

### Literàries
- Imaginary Maps (traducció amb introducció crítica de l'obra de Mahasweta Devi) (1994)
- Breast Stories (traducció amb introducció crítica de l'obra de Mahasweta Devi) (1997)
- Old Women (traducció amb introducció crítica de l'obra de Mahasweta Devi) (1999)
- Song for Kali: A Cycle (traducció amb introducció de l'obra de Ramproshad Sen) (2000)
- Chotti Munda and His Arrow (traducció amb introducció crítica de la novel·la de Mahasweta Devi) (2002)
- Red Thread (pròximament)

## Reconeixement a Catalunya
Spivak va ser nomenada doctora honoris causa per la Universitat Rovira i Virgili el 2010.